# Jaled Al-Eid
Jaled Al-Eid (Riad, 2 de enero de 1969) es un jinete saudí que compite en la modalidad de salto ecuestre.
Ganó la medalla de bronce en salto de obstáculos montando a Kashm al-Aʿan en los Juegos Olímpicos de Sídney 2000, convirtiéndose en el primer árabe en ganar una medalla en un espectáculo ecuestre olímpico.
Anteriormente ya había participado en las competiciones olímpicas de salto de 1996, donde fue 30 en la clasificación individual montando al mismo caballo.
Participó en los Juegos Ecuestres Mundiales de 2002 (con Kashm al-Aʿan 69 en el ranking individual y 18 con el equipo) y en los Juegos Asiáticos de 2006. En este último, ganó la medalla de oro con Alriyadh con el equipo y alcanzó el décimo lugar en la clasificación individual. Cuatro años más tarde tuvo su mejor actuación en estos juegos, repitiendo la medalla de oro individual y obteniendo el bronce por equipos. 
Es considerado uno de los jinetes más destacados de su país. En 2012 fue sancionado por la Federación Ecuestre Internacional por dopaje en sus caballos.

## Palmarés internacional
| Juegos Olímpicos   | Juegos Olímpicos   | Juegos Olímpicos  | Juegos Olímpicos |
| Año                | Lugar              | Medalla           | Categoría        |
| ------------------ | ------------------ | ----------------- | ---------------- |
| 2000               | Sídney (Australia) | Medalla de bronce | Individual       |
| Juegos Asiáticos   |                    |                   |                  |
| Año                | Lugar              | Medalla           | Categoría        |
| 2006               | Doha (Catar)       | Medalla de oro    | Por equipos      |
| 2010               | Guangzhou (China)  | Medalla de oro    | Por equipos      |
| 2010               | Guangzhou (China)  | Medalla de bronce | Individual       |
| Juegos Panarábicos |                    |                   |                  |
| Año                | Lugar              | Medalla           | Categoría        |
| 2011               | Doha (Catar)       | Medalla de bronce | Por equipos      |